# Blücher (tàu tuần dương Đức)
Blücher là một tàu tuần dương hạng nặng thuộc lớp Admiral Hipper đã phục vụ cho Hải quân Đức Quốc xã trong Chiến tranh thế giới thứ hai. Tham gia Chiến dịch Weserübung, cuộc tấn công nhằm xâm chiếm Na Uy, chiếc tàu chiến mới nhất của Hải quân Đức chỉ vừa mới đưa ra phục vụ được sáu tháng, đã bị pháo phòng thủ duyên hải của Na Uy đánh chìm trong Trận chiến eo biển Drøbak ngay vào ngày đầu tiên của chiến dịch 9 tháng 4 năm 1940.

## Thiết kế và chế tạo
Con tàu được đặt tên theo Thống chế Phổ Gebhard Leberecht von Blücher, người đã cùng với Công tước Wellington đánh thắng Napoléon Bonaparte trong trận Waterloo. Blücher thuộc một lớp tàu bao gồm năm chiếc, trong đó nó cùng với Admiral Hipper và Prinz Eugen được hoàn tất và phục vụ cùng Hải quân Đức trong Thế Chiến II; chiếc thứ tư, Lützow, được bán cho Liên Xô vào năm 1939 trước khi hoàn tất; và một chiếc thứ năm, Seydlitz, được cải biến thành một tàu sân bay nhưng chưa bao giờ hoàn tất.
Blücher được đặt hàng vào ngày 30 tháng 10 năm 1934 và được chế tạo bởi hãng đóng tàu Deutsche Werke tại Kiel. Nó được đặt lườn vào ngày 15 tháng 8 năm 1935, được hạ thủy vào ngày 8 tháng 6 năm 1937 và được đưa ra hoạt động vào ngày 20 tháng 9 năm 1939.

## Lịch sử hoạt động
Blücher là soái hạm của Phân Hạm đội 5, bao gồm tàu tuần dương hạng nặng Lützow (nguyên là chiếc Deutschland), tàu tuần dương hạng nhẹ Emden cùng ba tàu phóng lôi nhỏ và tám tàu quét mìn, dưới quyền chỉ huy của Chuẩn Đô đốc Oskar Kummetz. Chúng có nhiệm vụ chuyên chở lực lượng để chiếm giữ Oslo, thủ đô của Na Uy vào giai đoạn đầu của Chiến dịch Weserübung.
Admiral Hipper, con tàu chị em với Blücher, cũng tham gia vào chiến dịch xâm chiếm Na Uy với nhiệm vụ đổ bộ lực lượng xuống Trondheim, thành phố lớn thứ ba của Na Uy ở khoảng giữa bờ biển Đại Tây Dương. Nó hoàn thành được nhiệm vụ, cho dù bị tàu khu trục Anh HMS Glowworm húc phải gây hư hại. Lực lượng đổ bộ từ Admiral Hipper đã chiếm được thành phố vào những giờ đầu tiên, phất cao lá cờ Đức Quốc xã trên pháo đài Kristiansten cổ cùng các tòa nhà chính quyền thành phố ngay trước khi đa số các cư dân thức giấc.
Trong nhóm của Blücher, việc hải đội Đức bị chiếc tàu tuần tra Na Uy Pol III tấn công ngay trước nữa đêm ngày 8 tháng 4 năm 1940 đã báo động cho lực lượng phòng thủ của Na Uy. Blücher, chở theo 1000 binh lính, dẫn đầu đội hình hàng dọc của phân hạm đội Đức tiến đến gần pháo đài Oscarsborg không được chiếu sáng trên đảo Nam Kaholmen trong eo biển Drøbak. Viên tư lệnh hải đội Đức "vẫn giữ dàn pháo chính của con tàu thẳng hàng trước sau theo trục dọc trong một thái độ khinh thường sự phòng thủ của phía Na Uy."

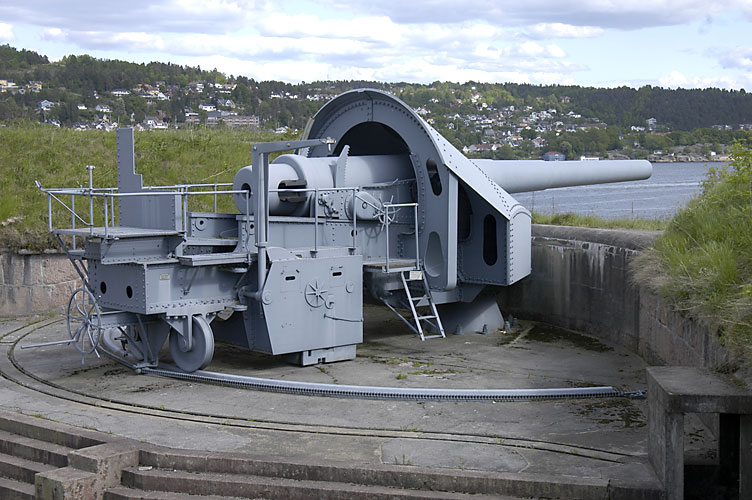
Một trong hai khẩu pháo 28 cm trên pháo đài phòng duyên Oslo đã tham gia vào việc đánh chìm Blücher

Đến 04 giờ 21 phút, các khẩu pháo chính của pháo đài khai hỏa nhắm vào Blücher. Ba khẩu pháo 280 mm (11 inch) do hãng Krupp của Đức chế tạo, mang tên Moses, Aaron và Josva, được lắp đặt tại pháo đài vào năm 1893; tuy nhiên chỉ có hai khẩu được vận hành do sự thiếu hụt pháo thủ được huấn luyện. Các khẩu pháo này rõ ràng là đã lạc hậu, nên những người phòng thủ đã không khai hỏa cho đến khi những chiếc tàu chiến lọt vào tầm bắn thẳng, khoảng 1.600-1.800 m. Quả đạn pháo 28 cm thứ nhất đã bắn trúng Blücher ngay phía trước cột ăn-ten sau, gây một đám cháy lớn tại khu vực giữa tàu cho đến cột ăn-ten trước. Quả đạn pháo thứ hai không lâu sau đó bắn trúng bệ tháp pháo 20,3 cm phía trước, làm bắn tung mọi thứ xuống biển và phát sinh thêm các đám cháy trên tàu. Chỉ có thời gian cho dàn pháo chính của pháo đài bắn hai phát đạn pháo này, do thời gian nạp đạn trở lại chậm chạm khi chỉ có 30 người lính nghĩa vụ không được huấn luyện vận hành chúng vào lúc đó. Không có đủ thời gian để nạp lại đạn; thậm chí không có thời gian để bắn khẩu pháo thứ ba Josva, vốn đã nạp đạn nhưng không có người vận hành.
Hỏa lực pháo bắn trả của Blücher không có hiệu quả, khi hầu hết dàn pháo hạng nhẹ nhắm quá cao còn dàn pháo chính 20,3 cm không thể khai hỏa do những hư hại gây ra bởi phát đạn pháo 28 cm từ dàn pháo chính của Oscarsborg.

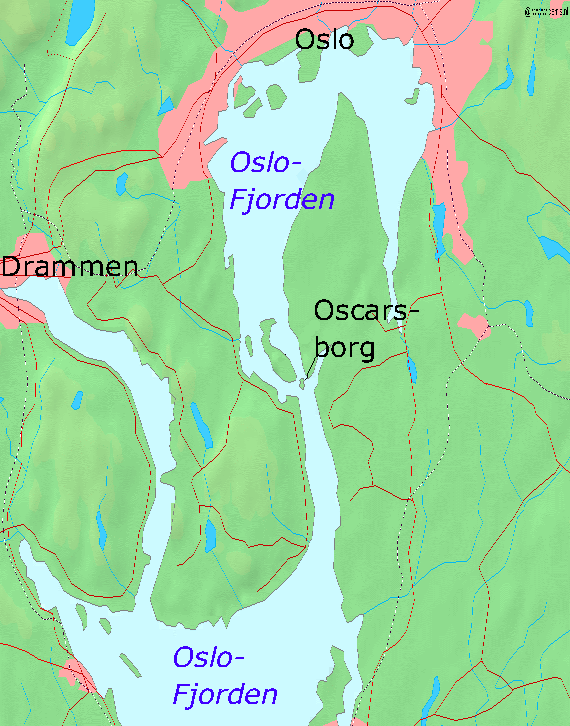
Bản đồ vũng biển Oslofjord và pháo đài Oscarsborg

Trong khi các đám cháy đang lan tràn trên chiếc Blücher, các khẩu pháo phòng thủ duyên hải Na Uy bắt đầu nhắm vào nó, từ các khẩu pháo nhỏ 57 mm tại Husvik trên đất liền, được thiết kế để bảo vệ các bãi mìn của pháo đài (chưa được rải vào lúc cuộc tấn công diễn ra), cho đến các khẩu pháo 15 cm thuộc khẩu đội Kopås bên bờ Đông của vũng biển. Các khẩu pháo lớn gây thêm hư hại cho con tàu trong khi các khẩu pháo 57 mm tập trung vào cấu trúc thượng tầng và dàn vũ khí phòng không của chiếc tàu tuần dương, và đã thành công một phần trong việc áp chế hỏa lực hạng nhẹ của chiếc tàu chiến khi Blücher đi ngang chậm chạp trước pháo đài. Khẩu đội Husvik phải bị bỏ lại khi Blücher đi ngang trước mặt nó và dùng pháo phòng không hạng nhẹ bắn trực tiếp vào vị trí của chúng. Một trong các phát đạn pháo 15 cm của khẩu đội Kopås đã bắn hỏng hệ thống lái của Blücher, buộc chiếc tàu tuần dương phải bẻ lái bằng tốc độ của động cơ và chân vịt để tránh bị mắc cạn.
Người Đức đã không được biết một khẩu đội phóng ngư lôi gần dàn pháo chính của pháo đài Oscarsborg trên đảo Nam Kaholmen. Được xây dựng vào năm 1901, nó được trang bị ba ống phóng nòng đôi đặt trên bờ bắn ngư lôi qua các đường hầm ngầm dưới nước. Các quả ngư lôi này là loại ngư lôi Whitehead do Áo-Hung chế tạo vào đầu thế kỷ tại xưởng ngư lôi Fiume thuộc Đế quốc Hung (ngày nay là Rijeka, Croatia). Chúng đã được phóng thực hành hơn 200 lần trước khi được sử dụng trong chiến đấu thực sự, và không ai dám chắc là chúng sẽ hoạt động. Chúng đã hoạt động tốt. Blücher bị đánh trúng hai quả trực tiếp: một gần tháp pháo Anton phía trước và quả thứ hai vào phòng động cơ, khiến nó trôi nổi không thể kiểm soát bên trong vũng biển hẹp. Các quả ngư lôi đã kết thúc số phận của nó. Những chiếc còn lại của phân hạm đội, nhầm lẫn những cú đánh trúng bằng ngư lôi rằng Blücher đã trúng phải mìn; đã rút lui ra khỏi vũng biển, khiến cho việc xâm chiếm Oslo không thể tiến hành vào lúc bình minh như dự định. Trước khi những chiếc còn lại của lực lượng tấn công rút ra được khoảng cách an toàn, Lützow bị khẩu đội Kopaas bắn trúng ba phát, và các tháp pháo Anton và Bruno của nó bị loại khỏi vòng chiến. Chiếc Lützow bị hư hại phải chạy lui ra hết tốc độ, ẩn náu trong làn sương mù và bên ngoài tầm bắn của các khẩu đội pháo phòng duyên Na Uy. Dự tính cho Blücher mắc cạn lên bán đảo Nesodden đã không thể thực hiện.

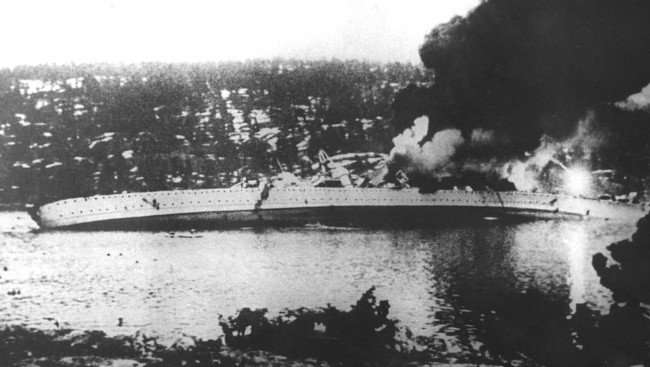
Blücher bị chìm trong vũng biển Oslofjord

Vào lúc 06 giờ 00, Blücher bị hư hại và đang chìm buông neo tại Askholmen, 6 hải lý (11 km) về phía Nam Oslo và bên ngoài tầm bắn của các khẩu đội pháo phòng duyên Na Uy, tận dụng hướng gió và dòng chảy nhằm đẩy đuôi con tàu sát gần vào Askholmene để cứu được nhiều hơn thủy thủ và binh lính trên tàu. Ngư lôi của nó được phóng vào hai bên bờ của vũng biển để tránh bị phát nổ ngay trên tàu. Lúc 06 giờ 23 phút, đám cháy lan đến hầm đạn 10,5 cm khiến nó nổ tung, khiến hư hại lan rộng. Vào lúc 07 giờ 00, không còn hy vọng kiểm soát được các đám cháy, lệnh bỏ tàu được đưa ra. Đến 07 giờ 22 phút, Blücher lật úp và chìm ở tọa độ 59°42′3,06″B 10°35′33,87″Đ / 59,7°B 10,58333°Đ. Trong số 2.202 thủy thủ và binh lính trên tàu, khoảng 830 người đã thiệt mạng, trong đó 320 người thuộc thủy thủ đoàn. Đa số bị chết chìm hoặc bị đốt cháy bởi đám cháy các vết dầu loang chung quanh xác tàu. Những người sống sót đã bơi vào bờ trên cả hai phía của vũng biển. Thủy thủ của Blücher được lệnh nhường lại áo phao cho binh lính trên tàu (mọi thủy thủ đều được cho là có thể bơi được), nhờ đó đã cứu được sinh mạng một số lớn binh lính. Viên chỉ huy của nó, Đại tá hải quân Heinrich Woldag, sống sót sau khi chìm tàu, nhưng bị thiệt mạng trong một vụ rớt máy bay tám ngày sau đó.
Việc trì hoãn cuộc đổ bộ lên Oslo đã tạo điều kiện cho phép Hoàng gia Na Uy, nội các và quốc hội kịp triệt thoái. Kho dự trữ vàng của Na Uy cũng tránh không lọt vào tay những kẻ xâm chiếm, và cuối cùng được vận chuyển ra nước ngoài để Na Uy sử dụng trong chiến tranh.

## Xác tàu đắm

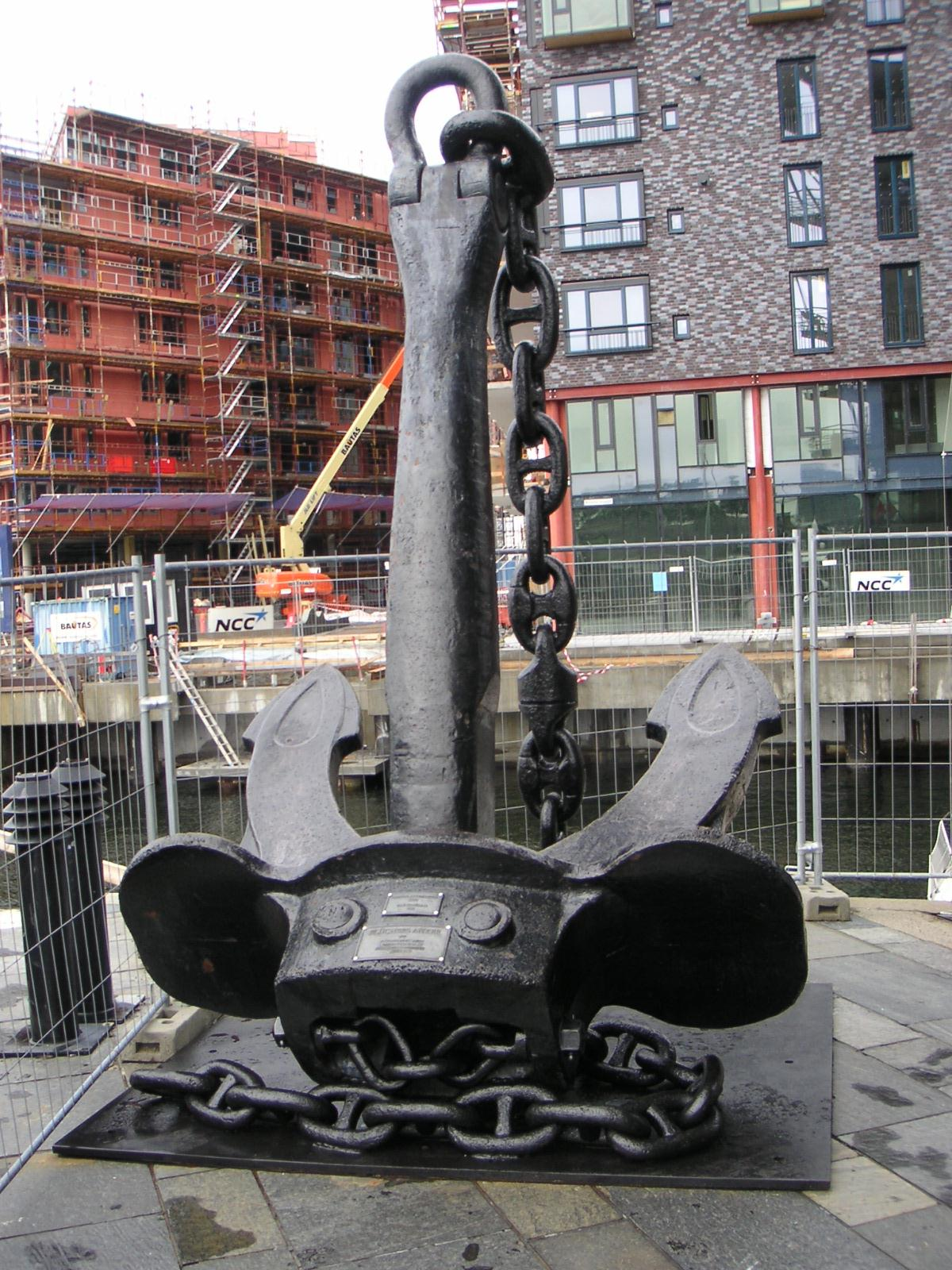
Một trong các mỏ neo của Blücher tại Aker Brygge.

Blücher ở lại nơi nó bị đắm trong vũng biển Oslofjord, khoảng 3.250 m phía Bắc dàn pháo chính của pháo đài Oscarsborg. Nằm ở độ sâu khoảng 90 m, hầu như bị lật úp và tất cả các tháp pháo chính đều bị rơi ra khỏi bệ, cũng như một số khẩu 10,5 cm phòng không. Hai trong số các mỏ neo của con tàu sau đó được trục vớt, một chiếc đang được trưng bày tại bến tàu của Aker Brygge tại Oslo, chiếc kia ở Drøbak.
Khi Blücher rời Swinemünde, nó có khoảng 2.670 m³ (2.500 tấn) dầu trên tàu. Một số đã được sử dụng trên đường đi đến Na Uy, một số đã bị mất lúc chìm tàu, nhưng nó vẫn tiếp tục rò rỉ dầu. Vào năm 1991, mức độ rò rỉ đã tăng lên đến mức 50 lít mỗi ngày, là nguy cơ đe dọa cho môi trường. Chính phủ Na Uy quyết định cho tháo rút dầu ra khỏi xác tàu đắm càng nhiều càng tốt. Vào tháng 10 năm 1994, hãng Rockwater AS cùng các thợ lặn sâu của các công ty khai thác dầu khí tại Bắc Hải đã khoan đến 133 thùng chứa nhiên liệu trên tàu và rút ra được 1.000 tấn dầu; 47 thùng chứa khác không thể tiếp cận và có thể vẫn còn chứa dầu. Sau khi trải qua quá trình làm sạch, số dầu này được bán ra thị trường.
Hoạt động rút dầu này đã tạo ra một cơ hội có thể thu hồi một trong hai chiếc thủy phi cơ Arado 196 của Blücher. Chiếc máy bay được trục vớt vào ngày 9 tháng 11 năm 1994 và hiện đang được trưng bày tại Bảo tàng Lịch sử Hàng không gần Stavanger.